# Танасиенко, Лидия Николаевна
Лидия Николаевна Танасиенко (1934—2010) — оператор стеклоформующей машины, Герой Социалистического Труда (1978).

## Биография
Лидия Танасиенко родилась 11 марта 1934 года в деревне Голиково Клинского района Московской области. В 1941 году оказалась в оккупации, но месяц спустя родная деревня была освобождена. Окончила десять классов школы, после чего работала на Клинском стекольном заводе оператором стеклоформующих машин.
За одну смену Танасиенко поначалу снимала 20 тысяч флаконов, впоследствии применявшихся в медицинских целях. Её муж, слесарь-наладчик, работавший на том же заводе, по её просьбе изменил конструкцию машины, увеличив скорость изготовления флаконов. С 1971 года Танасиенко уже обслуживала две стекломоформующие машины и ежесменно снимала по 40 тысяч флаконов, при этом не имея потерь в качестве.
Указом Президиума Верховного Совета СССР от 23 октября 1978 года за «большие заслуги в развитии народного здравоохранения» Лидия Танасиенко была удостоена высокого звания Героя Социалистического Труда с вручением ордена Ленина и медали «Серп и Молот».
Танасиенко работала на заводе в течение сорока лет. Выйдя на пенсию, она занималась общественной деятельностью, выступала в школах, входила в ветеранскую организацию Клина. Скончалась 11 ноября 2010 года, похоронена на Белавинском кладбище Клина.
Была награждена двумя орденами Ленина и медалью.